# Condition des femmes en Côte d'Ivoire
La condition des femmes en Côte d'Ivoire a fluctué au gré de l'histoire du pays. Il existe de multiples facteurs qui influent sur l'égalité des sexes en Côte d'Ivoire. Le poids du passé colonial en représente un, puisque la France a maintenu le respect des traditions coutumières concernant le droit matrimonial. L'un des plus importants est le manque d’éducation pour les femmes à partir de l’enseignement primaire jusqu’au niveau supérieur où les filles sont désavantagées par rapport aux garçons. Les mariages arrangés pour les filles qui ont souvent moins de 18 ans et le manque de connaissances sur les lois et leurs droits favorisent également l'inégalité entre les sexes,.
Durant la guerre civile ivoirienne entre 2002 et 2007, la violence sexiste augmente et continue d'augmenter après cette période. De nombreuses femmes ivoiriennes sont confrontées à des violences domestiques et des groupes de discussion ont été créés pour aborder ces problèmes et sensibiliser. En outre, de nombreuses campagnes ont été menées pour promouvoir la parité hommes-femmes en Côte d'Ivoire.

## Contexte historique
Selon Remi Clignet, l’histoire de la société ivoirienne a un impact énorme sur la façon dont les femmes sont perçues aujourd’hui. Le rapport à la France et au passé commun influence aussi la tradition ivoirienne.

### Contexte colonial
Jusqu'à l'indépendance de la Côte d'Ivoire, la France a conservé la législation coutumière en matière de droit de la famille, mis à part quelques exceptions : le décret Mandel de 1939 et le décret Jacquinot de 1951. Le premier exige le consentement de la future mariée et institue un âge minimum de 14 ans pour les femmes mais ces dispositions sont en général peu appliquées sauf à Abidjan. L'arrivée des puissances coloniales et l'introduction du commerce européen a comme conséquence directe un accroissement de la valeur de la dot dans les sociétés traditionnelles. Le décret Jacquinot, lui, tente le 14 septembre 1951 de donner une solution en fixant un montant maximum pour la dot, mais sans succès.

### Indépendance
La législation sur le droit du mariage est mise à jour en 1964, la Côte d'Ivoire étant le troisième État à s'engager dans ce processus post colonial de modification de la loi sur le mariage après le Mali et la Guinée sur les 14 États d'Afrique francophones qui étaient sous domination coloniale. Le nouveau droit interdit la dot et la polygamie et restreint les possibilités le divorcer. Il institue aussi le mari comme chef de famille.

### Ratification de traités internationaux
La Côte d'Ivoire signe et ratifie le protocole de Maputo de l'Union africaine, amenant les États signataires à garantir les droits des femmes, notamment le droit de participer au processus politique, l'égalité sociale et politique avec les hommes, une autonomie améliorée dans leurs décisions en matière de santé et la fin des mutilations génitales féminines.

## Économie

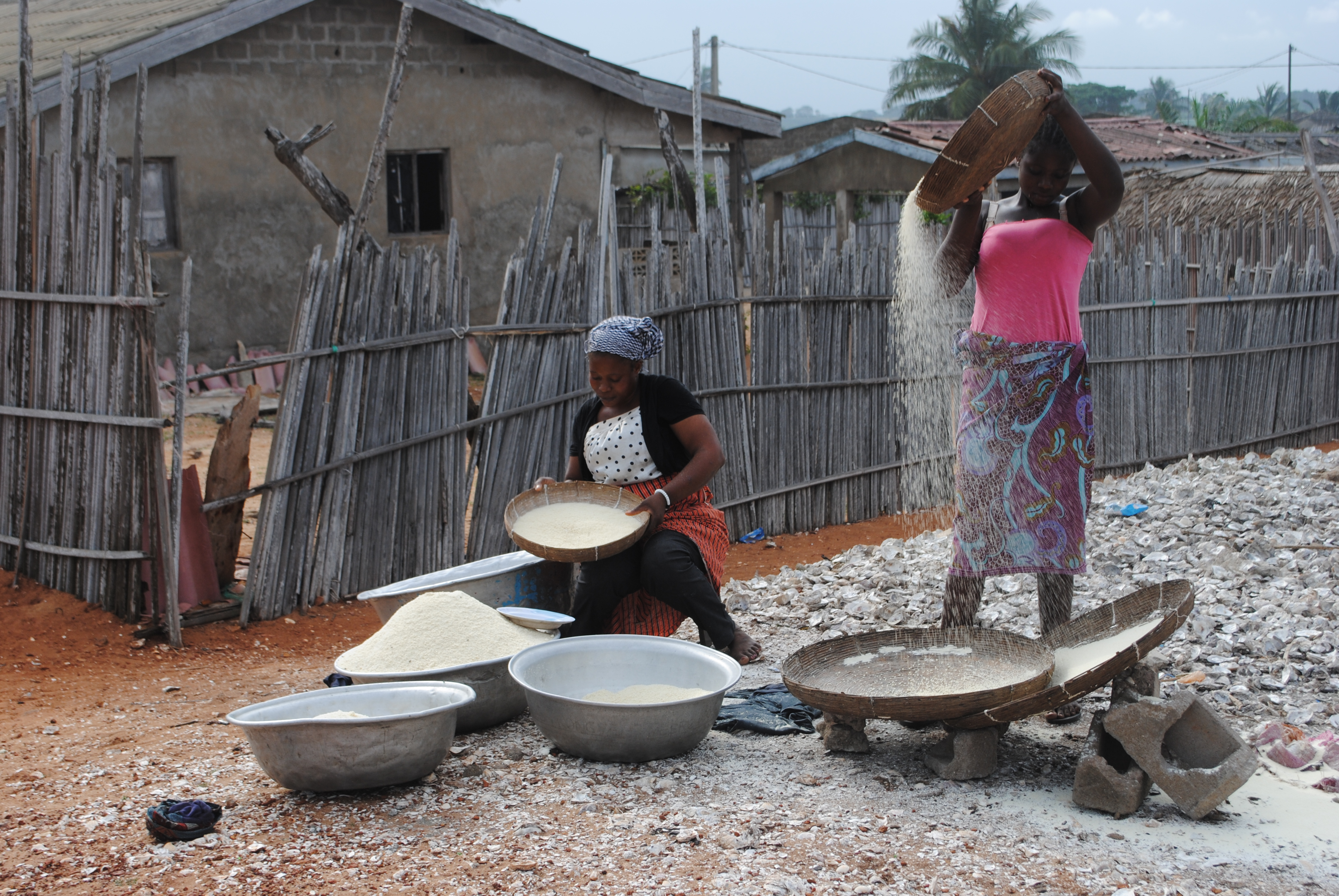
Vanneuses d’attiéké.

En 2021 la population de la Côte d’Ivoire est estimée à 29 389 150, dont 47,8% de femmes et 52,2% d’hommes.
Le pays est classé 159e  sur 191 pays selon le rapport de 2021 du Programme des Nations Unies pour le développement (PNUD) sur l'Indice de développement humain et fait partie du groupe 5 des pays ayant un faible indice de développement du genre du PNUD. Seules 23,9% de femmes contre 32,2% d'hommes ont accès aux études secondaires. L'espérance de vie à la naissance est de 59,9 ans pour les femmes et 57,4 ans pour les hommes. La durée moyenne de scolarisation est de 4,7 ans pour les femmes et 5,7 ans pour les hommes. Le revenu national brut estimé par habitant en dollars en 2021 est de 3 763 dollars pour les femmes et de 6 643 pour les hommes. La disparité dans l'instruction des filles et des garçons ainsi que la mortalité maternelle (643 décès pour 100 000 naissances), le chômage des jeunes et la malnutrition des enfants sont des enjeux cruciaux pour le développement du pays.

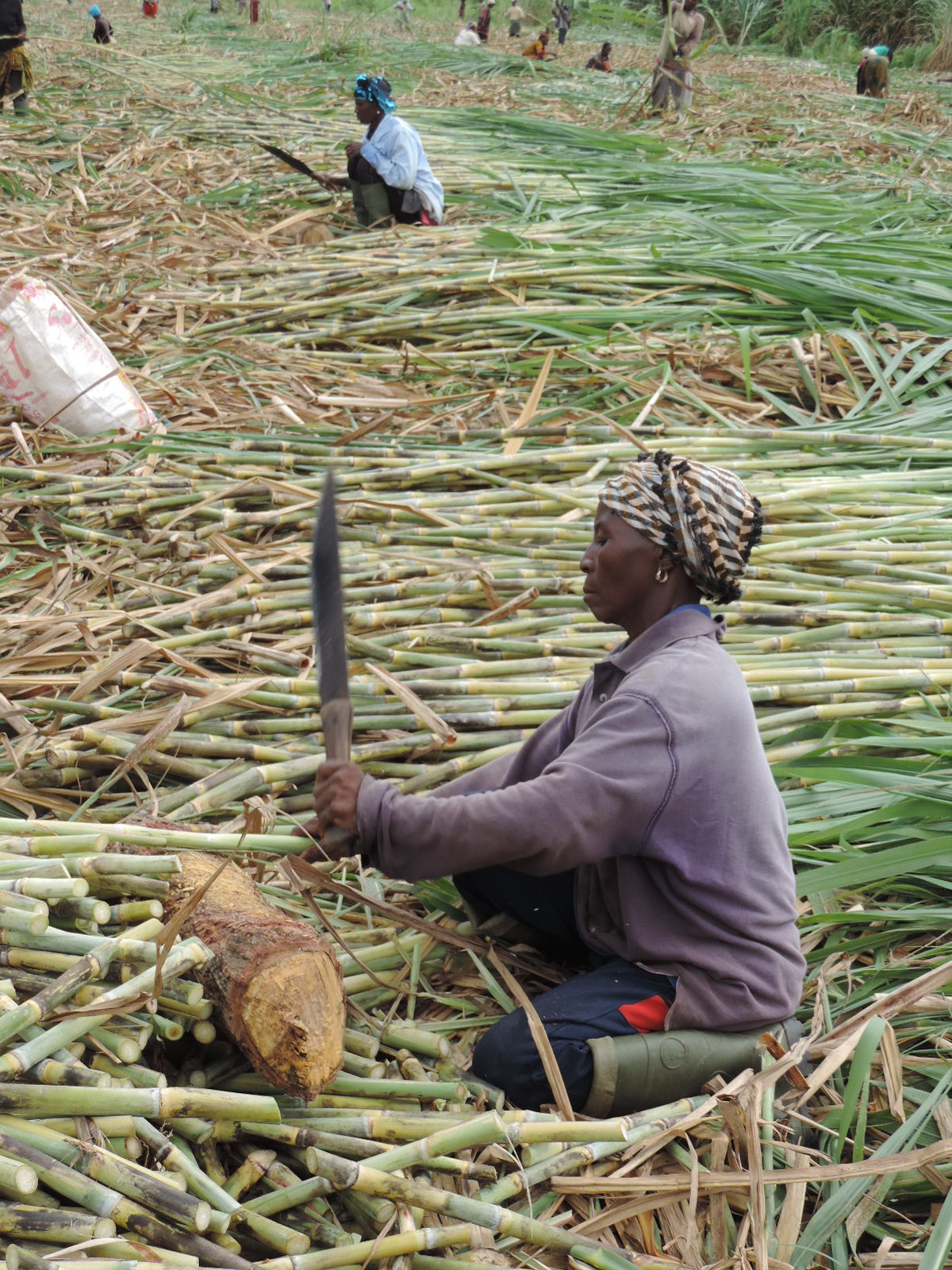
Femme travaillant dans une plantation de canne à sucre à Borotou-Koro, Côte d'Ivoire, 2014.

La Côte d'Ivoire est un grand producteur mondial de cacao, de noix de cajou et de l'hévéa et possède une économie basée sur l'agriculture de subsistance. Le secteur agricole représente en 2018 28% du PIB. Cependant, dans le cadre du système foncier coutumier (en), les femmes se voient souvent refuser l'accès à la propriété foncière ; selon un rapport de la Banque mondiale de 2013, les femmes ivoiriennes, en particulier dans les zones rurales, sont souvent « obligées de négocier des parcelles de terre avec leurs familles d'origine ou leurs maris pour cultiver des cultures vivrières ». Environ les trois quarts des femmes vivant en zones rurales en Côte d'Ivoire vivent en dessous du seuil de pauvreté en 2013.
Les femmes constituent cependant une part importante de la main d'œuvre : 59,5% dans le secteur du commerce, 39,5% dans les services, 39,5% dans les services et 29,9% dans le secteur agricole.

Un rapport de 2017 de la Banque mondiale prévoit que l'adoption de politiques visant à lutter contre la discrimination fondée sur le sexe en Côte d'Ivoire pourrait conduire à une croissance économique supplémentaire à long terme comprise entre 6 et 10 milliards de dollars. Le rapport appelle à un meilleur accès à l'éducation pour les filles ; pour des politiques visant à réduire la discrimination entre les sexes dans l'économie (par exemple, en augmentant la participation des femmes dans la fonction publique et le secteur privé, en réduisant les disparités salariales et en augmentant l'accès aux soins de santé (en particulier soins de santé maternelle (en) et la planification familiale). Le rapport appelle à des politiques visant à : « (i) identifier le contenu des réformes les plus urgentes ; (ii) identifier les personnes qui pourraient porter ces réformes ; et (iii) minimiser les coûts d'ajustement ou les frictions qui pourraient entraver la mise en œuvre de ces réformes à long terme. ».

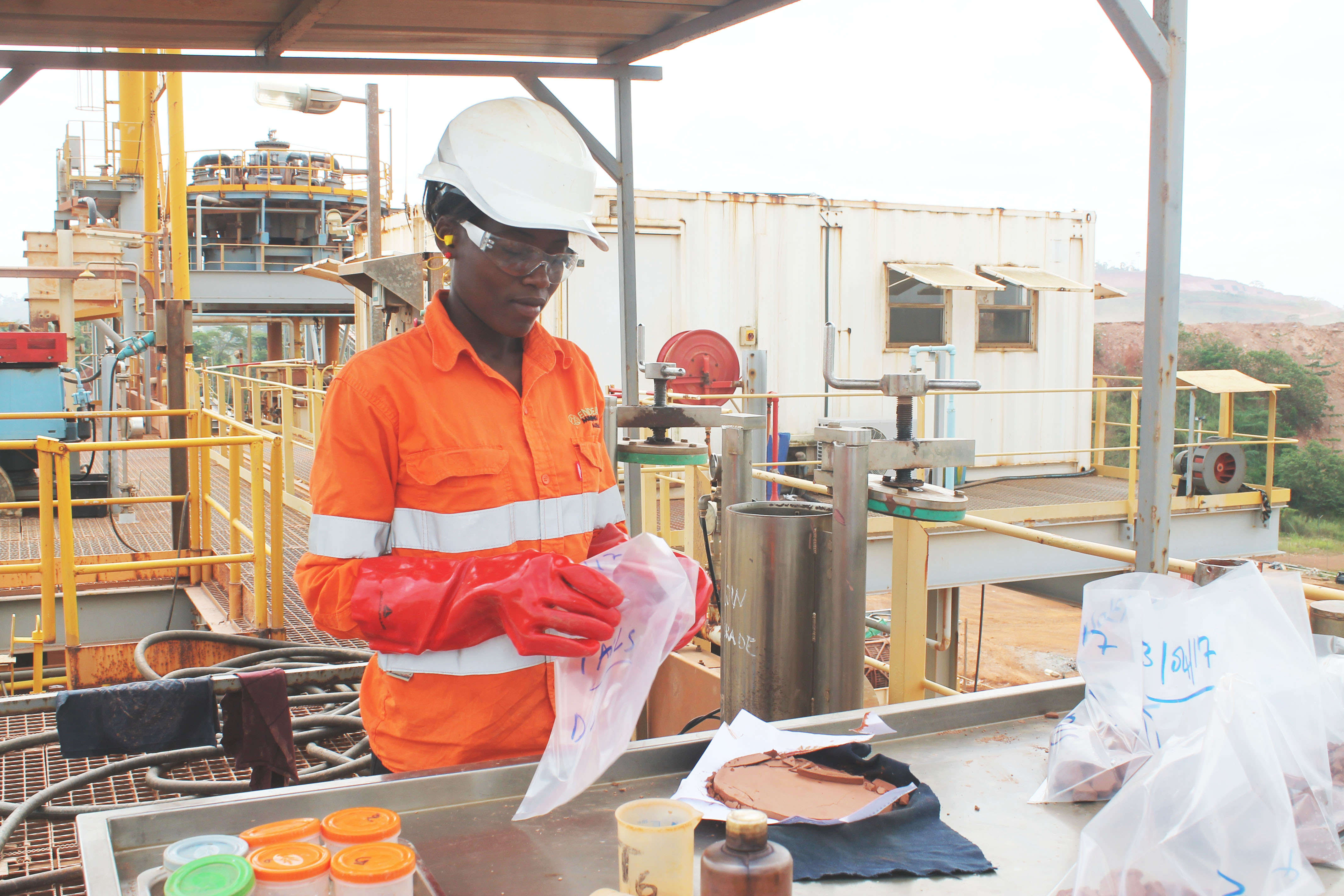
Lydie Ekepke Lydie, opératrice d'usine de traitement minier dans la ville de Hire en Côte d'Ivoire (2017).

En 2019 Agnès Kraidy remet au ministre de la Communication et des Médias, Sidi Tiémoko Touré, une charte pour une meilleure représentation des femmes dans les médias. Une étude réalisée dans les grands médias nationaux avec l'aide de l’Unesco et de l’institut Panos montre une sous représentation des femmes « comme sources, cibles et/ou sujets d’information dans les contenus médiatiques », évaluant cette représentation à 1,63%.

### Égalité salariale entre hommes et femmes
La Côte d’Ivoire ratifie le 5 mai 1961 la Convention no 100 de l’Organisation internationale du travail (OIT) qui adopte le principe d'une rémunération identique pour des travaux de même valeur. Le 5 mai 1961, elle ratifie également la Convention no 111 sur la discrimination en matière d’emploi et de profession.

## Politique
En 57 années d'indépendance, la Côte d'Ivoire compte 97 femmes ministres de 1960 à 2017. Parmi elles : Kanda Camara, Raymonde Goudou Coffie, Kaba Nialé, Anne Désirée Ouloto et Mariatou Koné. Jeanne Gervais devient la première femme ministre de Côte d'Ivoire en 1976.
Marie-Thérèse Houphouët-Boigny fonde l'Association des femmes ivoiriennes en 1963.
L'entrée des femmes à l'Assemblée nationale ivoirienne a lieu en 1966 sous la première république ivoirienne, durant la IIIe législature.
Sur la décennie 2000 à 2010, Simone Ggbagbo a eu un impact politique indéniable, et durant la présidence de Alassane Ouattara un effort de recrutement de femmes politiques au gouvernement est fait.

## Éducation

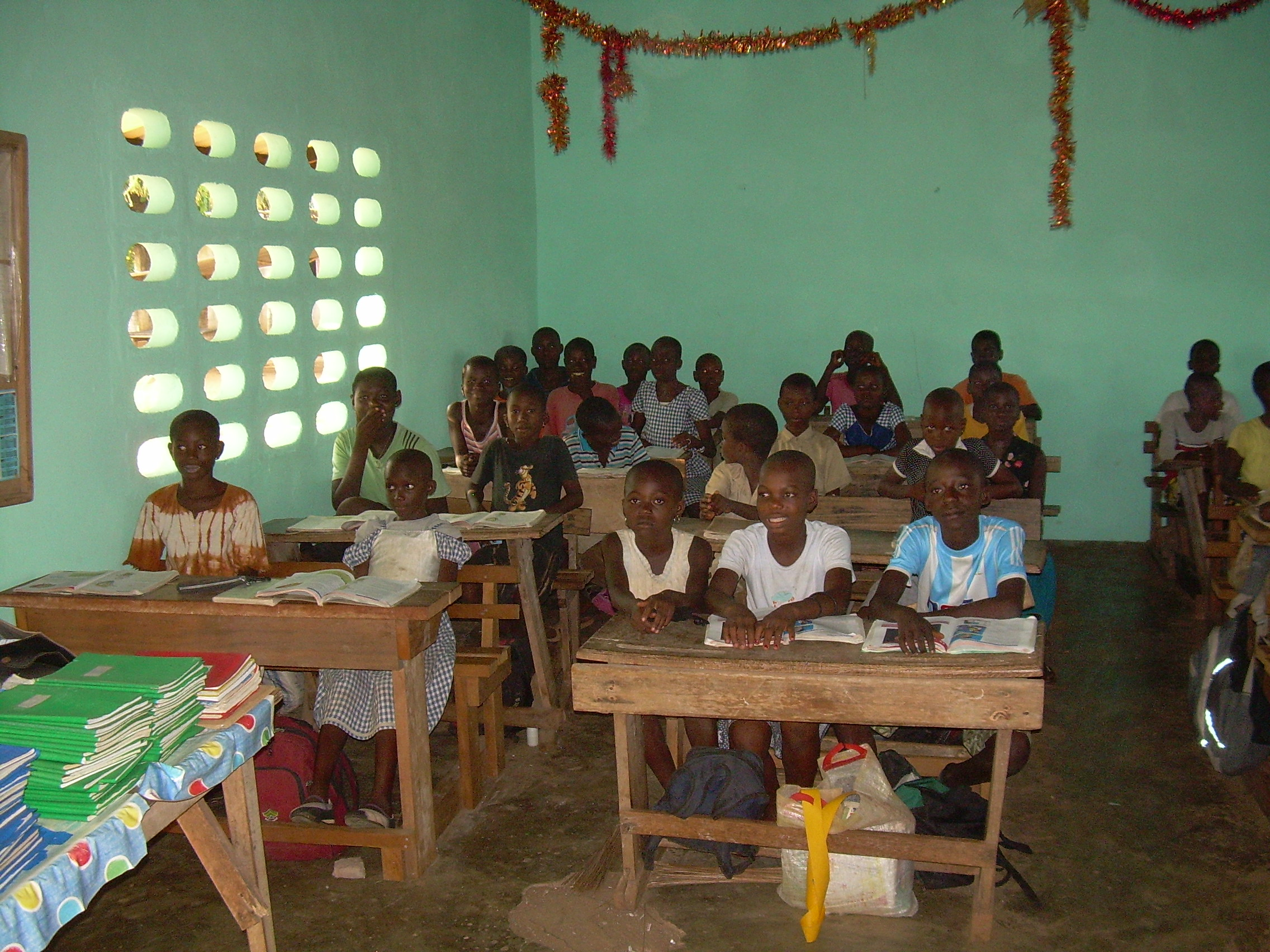
Enfants dans une salle de classe dans une école primaire ivoirienne.

Le désavantage des filles dans l'accès à l'éducation est présenté à travers les statistiques publiées en 2015 par l'Institut de statistique de l'UNESCO. 74,7% de filles et 83,7% de garçons sont inscrits dans les écoles primaires. Cependant, le taux brut de scolarisation pour les autres niveaux comme l'enseignement secondaire indique qu'il n'y a que 36,6% de filles contre 51% de garçons. Dans l'enseignement supérieur, les taux d'inscription chutent de 11,2 % des étudiants masculins inscrits contre seulement 7,3 % des femmes. Selon Grisay, les filles sont déjà désavantagées par rapport aux garçons dans l'enseignement primaire, par exemple pour apprendre et parler le français. Dans certaines cultures, l'éducation des filles n'est traditionnellement pas aussi importante que celle des garçons. C’est pour cette raison que les filles vont beaucoup moins à l’école que les garçons ou quittent l’école plus tôt. Les filles ont donc moins de possibilités d’apprendre des langues comme le français. Les étapes éducatives des filles sont également influencées par la situation de la famille elle-même. Beaucoup de filles quittent moins le cercle familial que les garçons, ce qui fait que les possibilités de parler et de pratiquer la langue diminuent automatiquement. Les pères ont également tendance à communiquer davantage avec leurs fils et à les entraîner à parler français.
Les cours en Côte d'Ivoire sont essentiellement constitués de participations orales. Comme il est demandé aux filles de se retenir et d’essayer de ne pas se faire remarquer, les étudiantes ont développé une attitude passive au fil du temps et ont commencé à parler moins en classe. Cela a également contribué à la discrimination des femmes dans le système éducatif ivoirien.

## Aspects juridiques

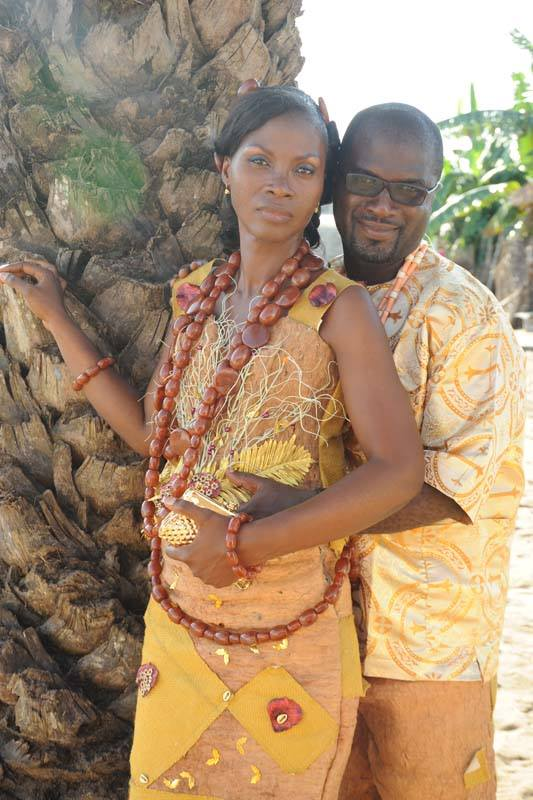
Un couple en tenue traditionnelle Bété (Centre-Ouest de la Côte d'Ivoire).

Deux tribus principales, les Dioula et les Bété, présentent des différences en ce qui concerne les connaissances des femmes en matière juridique. La majorité des femmes Dioula ne sont pas vraiment informées des droits existants pour les femmes en comparaison avec les femmes Bété qui sont plus conscientes et profitent donc des avantages quand c'est possible De multiples facteurs jouent un rôle dans les différences d'éducation en termes de religion, d'appartenance ethnique, d'engagement dans le monde du travail et de politique.
Entre 1964 et 1982, de nombreuses femmes ivoiriennes ne savent pas que la polygamie est illégale dans le pays. Les femmes Bété sont moins concernées par les engagements polygames que les femmes Dioula. Cela tient aussi au fait que les Bété connaissent mieux les lois, grâce à leurs contacts avec les missions catholiques. En raison du manque d'éducation, les femmes Dioula ont moins recours aux lois de 1964 tandis que les femmes Bété semblent plus engagées dans le nouveau système de droit civil et en font davantage usage.

## Le mariage d'enfants
Selon l'UNFPA, 48 % des femmes entre 20 et 24 ans en Côte d'Ivoire ne reçoivent pas d'éducation et 27 % de celles qui ont eu accès à l'enseignement primaire étaient mariées ou en union à l'âge de 18 ans, contre 9 % des femmes ayant fait des études secondaires ou supérieures.
Plus d’un tiers des filles ivoiriennes sont mariées de force avant l’âge de 18 ans. La dot est une source de revenus importante, en particulier pour les ménages pauvres. De nouvelles initiatives ont récemment été lancées pour mettre fin au mariage des enfants, entre autres la campagne de l'Union africaine lancée par la Côte d'Ivoire le 5 décembre 2017.

## Violences
La Côte d’Ivoire adopte la Convention sur l'élimination de toutes les formes de discrimination à l'égard des femmes (CEDEF) le 18 décembre 1979 (la ratification a eu lieu 18 décembre 1995).
Si l'excision est officiellement interdite depuis 1998, 37 % des Ivoiriennes continuent pourtant de subir cette pratique note Le Monde en 2025.
Des guerres comme la guerre civile ivoirienne entre 2002 et 2007 ont accru la violence sexiste dans le pays. En période de guerre ou de crise sociale et politique, des actions plus violentes ont affecté les femmes. Ce sont principalement des formes de violence sexuelle, par exemple le viol, qui sont signalées à plusieurs reprises en temps de guerre.
La violence sexiste reste un problème majeur en Côte d'Ivoire. Certaines parties du pays sont des lieux de traffic humain pour les femmes et les enfants, qui sont soumis au travail forcé et à l'exploitation sexuelle. Dans ce contexte, les femmes ivoiriennes sont confrontées à de nombreuses formes de violence physique. Une grande partie de la violence, comme la violence sexuelle ou la violence physique comme le fait de traîner, de donner des coups de pied, etc., est mise en œuvre par des partenaires intimes et des non-partenaires.
Pour intervenir contre les violences sexistes, des groupes de discussion sont organisés sur les normes de genre qui se concentrent sur la réduction de plusieurs formes de violence conjugale. Pour réduire la violence à l'égard des femmes, l'attention portée à violence basée sur le genre (en) s'avère cruciale. Ce focus montre la perturbation induite par les violences dans le quotidien des femmes et sur les structures familiales ivoiriennes. Des exemples de perturbations pourraient être l’incapacité de rassembler des denrées alimentaires ou de recevoir des soins médicaux.
Entre 1996 et 1997 l’Association ivoirienne de Défense des Droits de la Femme (AIDF) initie une campagne pour libérer Fanta Kéïta, une jeune fille de 13 ans qui a assassiné l'homme à laquelle elle a été mariée de force. L'association réussit ensuite à obtenir le vote par le Parlement ivoirien d’une loi réprimant les violences envers les femmes telles que mutilation génitales féminines (MGF), mariage forcé et harcèlement sexuel.
Le 11 février 2023, l'ONG ivoirienne Femmes en action, présidée par Irad Gbazale, inaugure à Agboville (nord d'Abidjan) un centre d’accueil pour les femmes victimes de violences.

## Mouvements de femmes
ONU Femmes rapporte qu'en novembre 2017, une campagne de « 16 jours d'activisme contre la violence basée sur le genre » a lieu en Côte d'Ivoire. La campagne faisait partie du mouvement mondial HeForShe.
En 1992, Toman Constance Yai créé l’Association ivoirienne de défense des droits de la femme (AIDF). Elle fait campagne contre la polygamie, alors courante en Côte d'Ivoire, tant rurale qu'urbaine, « le phénomène des épouses, maîtresses et concubines multiples qui selon ses dires perpétue les privilèges sexuels des hommes tout en retardant les avancées pour les femmes africaines ». Yai et d'autres militants demandent également au gouvernement de retirer un projet de loi discriminatoire sur le divorce qui aurait permis aux maris de divorcer facilement de leur femme pour adultère présumé, tout en accordant aux femmes le droit de divorcer uniquement si le mari était « pris dans une situation sexuelle » au domicile du couple avec la même femme plus d'une fois.
En 2018, la Côte d'Ivoire devient le deuxième pays à faire partie du Réseau des femmes leaders africaines, une initiative visant à soutenir le leadership des femmes. Le projet, avec le soutien international et gouvernemental, vise à promouvoir « une bonne gouvernance, la paix et la stabilité » en se concentrant sur les objectifs de développement durable à l'horizon 2030.
Meganne Boho, féministe ivoirienne fonde avec d'autres femmes la Ligue ivoirienne des droits des femmes.

## Pionnières
Béatrice Abréma Kétouré est la première femme ivoirienne à avoir obtenu un permis de conduire. Un livre de la journaliste Agnès Kraidy lui est consacré.

#### Ouvrages
- Titi Palé, Les femmes ministres en Côte d'Ivoire: évolutions et enjeux de démocratisation, l'Harmattan, coll. « Afriques en mutations », 2023 (ISBN 978-2-14-033595-2).
- Cathérine Coquery-Vidrovitch, Les africaines: histoire des femmes d'Afrique noire du XIXe au XXe siècle, Desjonquères, 1999 (ISBN 978-2-904227-80-6).

#### Rapports
- OHCR, « Observations finales concernant le quatrième rapport périodique de la Côte d’Ivoire »  [html], sur docstore.ohchr.org, 2019 (consulté le 24 septembre 2023).
- ONU Femmes Afrique, « La Côte d’Ivoire en bref » , sur africa.unwomen.org (consulté le 24 septembre 2023).
- Ministère du plan et du développement, La situation des femmes et des enfants en Côte d'Ivoire, UNICEF, 2016 (lire en ligne ).
- OECD, « Institutions sociales et égalité femmes-hommes en Côte d’Ivoire : Rapport pays SIGI » , sur www.oecd-ilibrary.org, 2022 (consulté le 26 septembre 2023)
- (en) Kavita Kalsi et Fofana Memon, Women’s Economic Empowerment in Côte d'Ivoire, Work Opportunities for Women (WOW), novembre 2020, 26 p. (lire en ligne  [PDF]).

#### Articles
- Clignet, « Introduction to the inquiry on the attitudes of society towards women in the Ivory Coast », International Social Science Journal, vol. 14, no 1,‎ 1992, p. 137–148 (lire en ligne ).
- Gaston Joseph, « Condition de la femme en Côte-D'Ivoire », Bulletins et Mémoires de la Société d'Anthropologie de Paris, vol. 4, no 5,‎ 1913, p. 585–589 (DOI 10.3406/bmsap.1913.8604, lire en ligne, consulté le 24 septembre 2023).
- « En Côte d’Ivoire, les femmes font entendre leur voix », sur World Bank (consulté le 24 septembre 2023).
- « Les femmes, face cachée de l’émergence en Côte d’Ivoire », sur blogs.worldbank.org, 24 juillet 2017 (consulté le 24 septembre 2023).
- « Droits des femmes en Côte d'Ivoire : d'importants acquis durant la dernière décennie », sur gouv.ci (consulté le 24 septembre 2023).
- Andrea Martinez, Les frontières poreuses de l’égalité hommes-femmes en Côte-d’Ivoire : recherche au sein des peuples Akan et Krou, vol. 2018/2, Les cahiers du genre (no 65), 2018 (DOI 10.3917/cdge.065.0193, lire en ligne), p. 193-214.
- Mélanie Jacquemin, « “ Petites nièces ” et petites bonnes : le travail des fillettes en milieu urbain de Côte-d'Ivoire », Journal des Africanistes, l'ombre portée de l'esclavage. Avatars contemporains de l'oppression sociale., vol. 70, no 1,‎ 2000, p. 105–122 (DOI 10.3406/jafr.2000.1222, lire en ligne, consulté le 26 septembre 2023).
- (en) Eliette Abitbol, « La Famille Conjugale et le droit Nouveau du Mariage en Cote d’ivoire », African Law,‎ 28 juillet 2009 (lire en ligne ).
- Louise Barré, « Des femmes « évoluées » pour une nouvelle Nation (Côte d’Ivoire, 1964) », Cahiers d’études africaines, no 230,‎ 1er juin 2018, p. 373–398 (ISSN 0008-0055, DOI 10.4000/etudesafricaines.22112, lire en ligne, consulté le 26 septembre 2023).
- Julie Gonnet, « Côte d’Ivoire – Werewere Liking : « Il est important que les femmes aient plus de pouvoir » – Jeune Afrique », sur JeuneAfrique.com, Jeune Afrique, 16 juin 2022 (consulté le 27 septembre 2023).